# Tedy Bruschi
Pour les articles homonymes, voir Bruschi.
College Football Hall of Fame 2013
(en) Statistiques sur pro-football-reference
(en) Statistiques sur statscrew
Tedy Lacap Bruschi, né le 9 juin 1973 à San Francisco (Californie), est un joueur américain de football américain qui évoluait au poste de linebacker.

## Biographie
Il a effectué sa carrière universitaire avec les Arizona Wildcats de l'Université d'Arizona.
Il est drafté en 1996 à la 86e place (troisième tour) par les Patriots de la Nouvelle-Angleterre avec lesquels il a joué toute sa carrière.
Il a remporté les Super Bowl XXXVI (saison NFL 2001), Super Bowl XXXVIII (saison NFL 2003) et Super Bowl XXXIX (saison NFL 2004) et participé au Super Bowl XLII (saison NFL 2007). Dix jours après la victoire de son équipe au Super Bowl XXXIX, il a été victime d'une attaque cérébrale. Il fut de retour sur le terrain 8 mois plus tard.
Il a également été sélectionné une fois au Pro Bowl en 2005.
Tedy Bruschi a annoncé sa retraite le 31 août 2009 après 13 saisons en NFL chez les Patriots.